# Apeadeiro de Machados
O Apeadeiro de Machados foi uma interface do Ramal de Moura, que servia a localidade de Machados, no Município de Moura, em Portugal.

## História

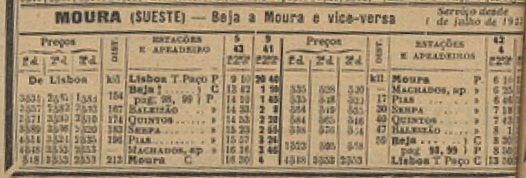
Horários do Ramal de Moura em 1913, incluindo o Apeadeiro de Machados

Esta interface situava-se no troço do Ramal de Moura entre as Estações de Pias e Moura, que foi aberto à exploração pelos Caminhos de Ferro do Estado em 27 de Dezembro de 1902, sendo nessa altura o Ramal de Moura conhecido como Linha do Sueste. Um diploma de 23 de Outubro de 1903 aprovou o plano para o apeadeiro dos Machados, orçado em 3:760$000 Réis, e então situado ao quilómetro 205,560 da Linha do Sueste.
O Ramal de Moura foi encerrado pela empresa Caminhos de Ferro Portugueses em 2 de Janeiro de 1990.
Em 2021, a empresa Infraestruturas de Portugal e a Câmara Municipal de Moura estavam a planear a instalação de uma ecopista no antigo lanço entre os PK 203+975 e o PK 212+582 do Ramal de Moura.